# Voltron: Legendary Defender
Voltron: Legendary Defender (Voltron: O Defensor Lendário, no Brasil, ou  Voltron: Defensor Lendário [na Netflix] ou Voltron [no Biggs], em Portugal) é uma série animada para web produzida pela DreamWorks Animation e World Events Productions, e animada pelo Studio Mir. A série é um reboot tanto do anime Beast King GoLion quanto da franquia Voltron: O Defensor do Universo, e a animação mistura um estilo de arte inspirado por animes para os personagens e CGI para as cenas de ação com o Voltron. A primeira temporada estreou na Netflix no dia 10 de Junho de 2016 com 11 episódios, que foram distribuídos mundialmente.. A 8° temporada já está disponível na Netflix Brasil (2018).

## Sinopse
A série acompanha as aventuras de um grupo de garotos: Shiro, Keith, Hunk, Pidge e Lance. Eles foram escolhidos pelos lendários leões do Voltron para serem os "Defensores do Universo" e combater o maligno Império Galra liderado pelo Imperador Zarkon. Eles também contam com a ajuda da Princesa Allura do Planeta Altea e de seu servo e companheiro Coran. Eles viajam pelo espaço lutando contra os galra e almejando unir todos os planetas para serem libertos do domínio de Zarkon.
Além de muito humor, a história conta com um pouco de suspense e mistério e, principalmente, drama.

## Elenco e personagens

### Principais
- Josh Keaton como Takashi "Shiro" Shirogane - O Paladino Negro, piloto do Leão Negro e Guardião do Espírito do Céu. O Líder dos Defensores do Universo, Shiro foi capturado pelo Império Galra um ano antes do início da série, quando o seu braço foi transformado em arma. É um líder natural, calmo e sempre no controle. Após uma luta contra Zarkon no final da segunda temporada, Shiro desaparece misteriosamente retornado apenas no episódio 6 da mesma temporada. Na 6° temporada, é revelado que Shiro é um clone, e que o verdadeiro morreu no final da 2° temporada, o que explica seu desaparecimento.
- Steven Yeun como Keith Kogane - O Paladino Vermelho, piloto do Leão Vermelho e Guardião do Espírito do Fogo. Inicialmente um cadete da Galaxy Garrinson Academy antes de se expulso, Keith é um órfão e um lobo solitário. Mal-humorado e temperamental, Keith passa o seu tempo livre treinando os seus ataques para a batalha. Após o desaparecimento de Shiro ele é escolhido pelo Leão Negro como o novo líder do Voltron a partir da 3° temporada. Na 5° temporada, é revelado que sua mãe é uma galra.
- Jeremy Shada como Lance McClain - O Paladino Azul, piloto do Leão Azul e Guardião do Espírito da Água. Lance é um garoto cubano, piloto da sua equipe na Galaxy Garrinson Academy. Arrogante e confiante, Lance é o alívio cômico dos Defensores e gosta de pensar em si mesmo com um homem de senhoras, e como atirador. Foi o primeiro paladino a encontrar o seu Leão escondido na Terra. A partir da 3° temporada, Lance assume o lugar de Keith como paladino do Leão Vermelho.
- Bex Taylor-Klaus como Katie Holt / Pidge Gunderson - A paladina Verde, piloto do Leão Verde e Guardiã do Espírito da Floresta. Katie disfarçou-se como um menino chamado Pidge Gunderson para entrar na Galaxy Garrinson Academy para descobrir o que aconteceu com seu pai e irmão que desapareceram enquanto estavam na mesma missão em que Shiro foi capturado. Um gênio da tecnologia, Pidge é o membro mais inteligente da equipe e foi capaz de criar modificações especializadas para o Leão Verde, como um dispositivo de camuflagem, e reprogramou um drone galra para ela, nomeando-o como Rover. Durante o seu tempo como paladino, ela conseguiu encontrar seu irmão e seu pai, que voltaram para a Terra.
- Tyler Labine como Hunk Garret - O Paladino Amarelo, piloto do Leão Amarelo e Guardião do Espírito da Terra. Hunk é o engenheiro da sua equipe na Galaxy Garrinson Academy. Um gigante gentil e com um apetite igualmente grande, Hunk é o coração da equipe de paladinos, animando-os e levando a paz entre eles. Depois de testemunhar em primeira mão a devastação e a miséria que a conquista de Zarkon causa no universo e às pessoas de vários mundos, Hunk fica determinado a libertar os escravizados.
- Kimberly Brooks como Princesa Allura - Princesa Herdeira de Altea, filha do Rei Alfor, Allura é a última alteana de que se tem conhecimento até a 6° temporada. Piloto e guardiã do Castelo dos Leões, uma estrutura que pode ser tanto um castelo como uma nave espacial, Allura concedeu aos Defensores os seus títulos e os ajuda em sua missão para derrotar Zarkon e libertar o universo. Allura deseja mais do que qualquer coisa, terminar o trabalho de seu pai para parar o Império Galra. Assume o lugar de Lance como a nova paladina do Leão Azul na 3º temporada. Morre junto com Honerva no fim da 8° temporada para salvar o multiverso.
- Rhys Darby como Coran Hieronymus Wimbleton Smythe - O conselheiro real da família da princesa Allura e o último alteano que se tem conhecimento até a 6° temporada. Enérgico, Coran serve a Allura obedientemente enquanto lhe protege ferozmente. Ele tende a caminhar sobre o passado, particularmente sobre os feitos supostamente ousados ou as experiências passadas. Apesar de seu caráter estranho e peculiar, ele é um aliado confiável e firme para sua princesa e os paladinos.
- Neil Kaplan como Imperador Zarkon - O Imperador do cruel Império Galra, e o governante da maior parte do universo conhecido depois de passar os últimos dez mil anos o conquistando. Ele deseja os Leões do Voltron, não apenas porque eles representam a maior ameaça a sua campanha, mas porque ele é posteriormente revelado como o Paladino Negro original. Assim, ele entende que os Leões são sua propriedade. Ele é poderoso o suficiente para encarar diretamente os leões cara-a-cara. Morre no fim da 2° temporada. Ressurge como um ciborgue na 6°, mas é destruído por Lotor.
- Cree Summer como Bruxa Haggar/Honerva - Principal conselheira de Zarkon, e líder dos druidas, místicos obscuros que servem o Império Galra fanaticamente. Haggar é uma mistura de bruxa perigosa e cientista louca. Ela combina sua mágica inatural com a ciência para armar os soldados galra com armas poderosas, cria monstros terríveis para lutar contra Voltron, e suga de todas as formas de vida, incluindo planetas inteiros, suas energias mágicas chamada de quintessencias para os Galras usarem na sua conquista do universo. Em batalha, suas habilidades mágicas permitem que ela se teleporte, crie ilusões, invada a mente dos outros com alucinações e usa suas mãos para projetar explosões e escudos. No último episódio da 3º temporada, é revelado que ela era uma alteana que foi trabalhar com Zarkon e acabou se tornando sua esposa, mas ficou obcecada com o excesso de quintessencia, assim como o próprio Zarkon. Morre com Allura no fim da 8° temporada para salvar o multiverso.
- A.J. Locascio como Príncipe Lotor - O filho de Zarkon e Honerva (Haggar) e herdeiro do Império Galra, que assume o controle dos Galra depois da derrota de seu pai. Lotor segue uma filosofia diferente dos outros galras, acreditando que a força vem trazendo seguidores dignos dos mundos que conquistaram ao invés de gastar mais recursos para subjuga-los. Ele tem uma equipe de proteção pessoal unicamente feminina, composta por indivíduos que são, como ele, apenas metade galra. Desaparece após a batalha contra Voltron no fim da 6° temporada e retorna na 8° sob controle de Honerva.

## Episódios
A série conta com 76 episódios divididos em 8 temporadas. Cada episódio tem cerca de 23 minutos, com a exceção do primeiro, que tem 69 minutos. Voltron: Legendary Defender. no IMDb. 